# キーロフ級ミサイル巡洋艦
キーロフ級ミサイル巡洋艦（キーロフきゅうミサイルじゅんようかん）は、ソビエト連邦海軍・ロシア海軍の重原子力ミサイル巡洋艦の艦級。これはネームシップの当初の艦名に由来しており、ソビエト連邦の崩壊後に同艦が「アドミラル・ウシャコフ」と改名された後でも踏襲されている。ソ連海軍での正式名は1144号計画型重原子力ミサイル巡洋艦（ロシア語: Тяжёлые атомные ракетные крейсера проекта 1144）、計画名は「オルラン（Орлан, 海鷲）」であった。
第二次世界大戦後に開発・建造された航空母艦を除く水上戦闘艦としては世界最大であり、非常に強力な対水上打撃力・防空力を備えている。さらに装甲も施していることもあり、ジェーン海軍年鑑などの西側観測筋においては、巡洋戦艦とも通称される。ロシア海軍においても、本級は「"重"原子力ミサイル巡洋艦」（TARKR）に分類されており、通常の「ミサイル巡洋艦」（RKR）よりもワンランク上の存在と見なされている。

## 開発
1960年代、ソ連海軍は、原子力推進の対潜艦と防空艦をセットにして運用することで遠洋域での対潜戦を展開することを構想していた。この構想そのものは財政上の問題に直面して放棄されたものの、原子力対潜艦は通常推進の1123型対潜巡洋艦（モスクワ級）および1143型重航空巡洋艦（キエフ級）に結実した。一方の原子力防空艦については、1969年より、まず大型対潜艦（BPK）の系譜として1144型の開発が開始された。1971年には、これを護衛するための1165型原子力護衛艦（1164型ミサイル巡洋艦（スラヴァ級）の核動力化版）の計画も吸収され、同年、ドミトリー・ウスチノフ国防相は「対潜及び防空任務を果たし、仮想敵の大型軍艦を撃沈できる1144型『原子力ミサイル多目的巡洋艦』の開発計画」を承認した。
なお本級では多くの新装備が盛り込まれたものの、これらの開発遅延もあって、スパイラルモデルのコンセプトが導入された。1番艦「キーロフ」は実用試験艦としての性格を帯びており、計画番号は1144型とされた。2番艦以降ではこの成果を反映した改良型として、計画番号は11442型とされている。なお、5番艦の建造は、1990年10月に中止されている。

## 船体

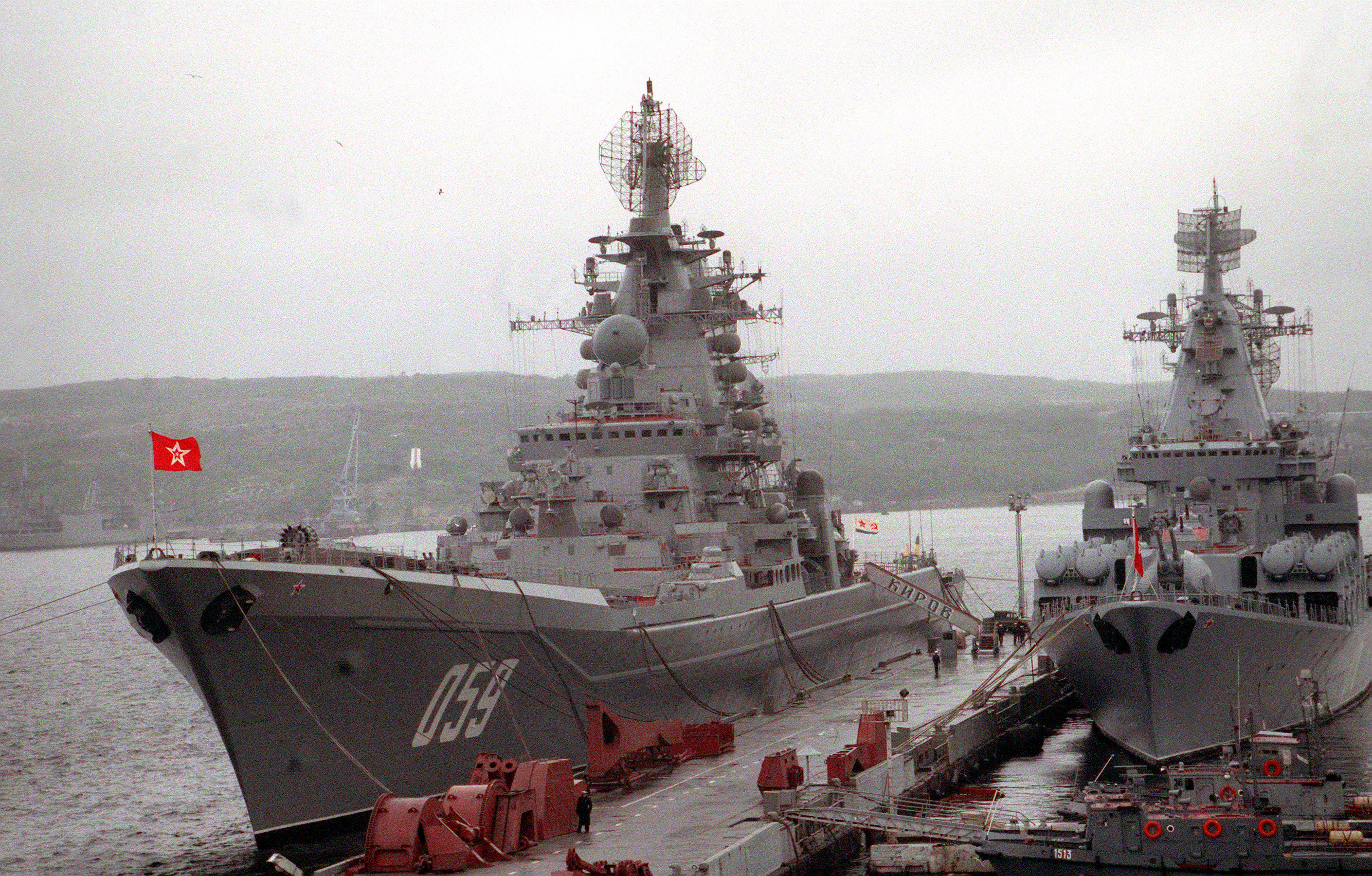
停泊中の「アドミラル・ウシャコフ（旧キーロフ）」。右に停泊しているのはスラヴァ級ミサイル巡洋艦「マーシャル・ウスチーノフ」。

本級の設計にあたっては、ステルス性に配慮してレーダー反射断面積（RCS）の低減が図られており、ステルス艦の嚆矢とも称される。ミサイル発射機には世界で初めての垂直発射方式が導入され、複雑な上部構造物にも、垂直面をほとんど作らないよう、各所に傾斜がつけられている。こうした努力の結果、「キーロフ」がデンマーク海峡を通過する際、NATO軍のレーダーには「2,000 t程度の小型フリゲート」にしか写らなかったともされている。
また、現代の軍艦には珍しく、艦の主要部に装甲が施されており、総重量は1,100 tに達すると言われている。吃水線の上方2.5 m、下方1 mは船体外板が増厚されているほか、バイタルパートには下記のような装甲が施されている。
P-700 SSM垂直発射機およびRPK-3 SUM弾庫区画
舷側・喫水線以上100 mm、喫水線以下70 mm（傾斜装甲）、甲板70 mm
S-300F SAM垂直発射機区画
ハッチ部35 mm
艦橋・CIC区画および原子炉区画
舷側100 mm、隔壁及び上下方向75 mm
艦尾ヘリコプター格納庫、航空燃料保管庫、艦載機用弾薬庫、舵区画
舷側70 mm、上部50 mm

## 機関
本級の大きな特色の一つが、核動力に通常の蒸気タービン主機を併用したCONAS方式と呼ばれる主機方式である。これは当時世界に類を見ないものであり、西側諸国では長い間「原子炉が供給する蒸気をボイラーで追い炊きして改質する "スーパーヒート" 推進システム」であると信じられていた。しかし実際には、初期の原子力潜水艦の原子炉の信頼性の低さに苦しめられた経験を持つ海軍総司令官セルゲイ・ゴルシコフ元帥の特命により、重油焚きボイラーによる予備動力が確保されたものであった。
原子炉としては、当初は原潜用のVM-4型を使用する予定であったが、MG-355「ポリノム」統合ソナー・システムの搭載などによる艦型拡大を補う必要上、原子力砕氷船用のOK-900型をベースに開発された第3世代加圧水型原子炉であるKN-3型とされた。ウラン燃料の濃縮率は70%、寿命は10年強と見積もられていたが、実運用では停泊中も原子炉を積極的に稼働せざるを得なかったことから、実際の寿命はより短かった。
またゴルシコフの命で搭載された補助ボイラーとしてはKVG-2型が採用された。こちらでも14ノットでの巡航が可能であり、燃料搭載量は1,120トン、航続距離は1,000海里であった。

## 装備

### C4ISR
長距離捜索用の3次元レーダーとしては、1134A型（クレスタII型）以来のMR-600「ヴォスホード」（NATO名「トップ・セイル」、動作周波数帯はLバンド、探知距離は高高度目標に対して推測600 km）とMR-500「クリーバー」（NATOコード「ビッグ・ネット」）二次元長距離対空レーダーを組み合わせたMR-800（NATOコード「トップ・ペア」）を採用した。一方、副レーダーとしては、従来採用されてきたアンガラー・シリーズに代えて、新型のMR-710M「フレガート-M」（NATO名「トップ・プレート」）が搭載されている。また3番艦以降ではさらに改良型のMR-750「フレガート-MA」に更新された。これらは1143型重航空巡洋艦（キエフ級）、1164型ミサイル巡洋艦（スラヴァ級）と同系列の装備でもあった。
ソナーとしては、艦首装備および可変深度式の統合ソナー・システムであるMG-355「ポリノム」（NATO名「ホース・ジョー」および「ホース・テール」）が初搭載された。これは低周波を使用する強力なシステムであるが、1164型の設計においては、本システムの搭載によって排水量が1,500トンも増加することが判明し、搭載を断念した経緯がある。

### 武器システム

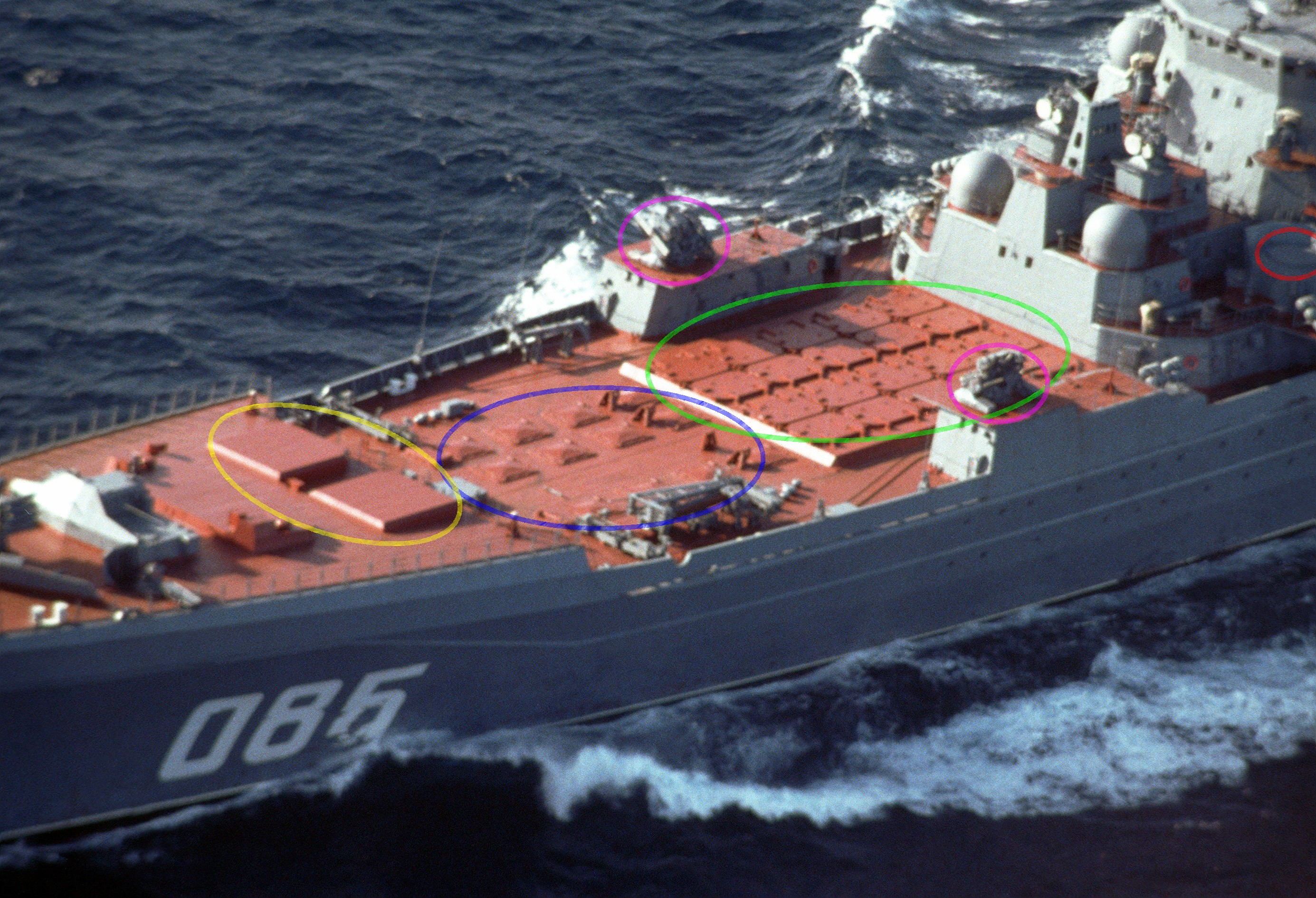
航行中の「カリーニン」の前甲板。最前列に「キンジャール」の後日搭載スペース、その後方に「フォールト」用VLS、更にその後方に「グラニート」用VLSとが配されている。また、「グラニート」用VLSの両脇には「コールチク」CIWSが2基配されている他、艦橋構造物左前方に「オサーMA」のサイロの扉が見て取れる。

本級で最も特徴的な武装が、艦橋前に20基搭載された垂直発射機（VLS）から発射されるP-700「グラニート」艦対艦ミサイル・システム（NATO名: SS-N-19「シップレック」）である。これは最大700 km（核弾頭型）という長射程を誇るが、このために全長10 ｍ・発射重量7トンと巨大化していた。これは元来949型原子力巡航ミサイル潜水艦（オスカー型）用に開発されたものであり、VLSもコスト低減のため、オスカー型のものを流用して搭載された。しかしそのために、発射時にはVLSに海水を注水する必要があり、これは戦闘機動中には致命的な速力低下を招く恐れがあった。また長大な射程を生かすため、「コレル」型データ・リンクを含む17K114「レゲンダ」型衛星照準・通信システムに連接されている。これは宇宙ISRシステムを含む非常に精巧な戦術レベルC4ISRシステムであり、フォークランド紛争時には戦況を克明に中継することに成功して注目されたが、一方で、実戦時における偵察衛星の生残性や衛星データ・リンクの抗堪性には疑義も指摘されていた。実際に、湾岸戦争時に多国籍軍が展開した電子戦の影響によって、カフカス地方の衛星照準・通信ステーションからの衛星通信に支障を来した前例もあった。
一方、艦隊防空ミサイル（SAM）システムとしては、先行して計画された1164型ミサイル巡洋艦（スラヴァ級）と同じS-300F「フォールト」（NATO名: SA-N-6「グランブル」）が踏襲された。ただし、同型ではB-204型8連装VLS×8基と3P41型ミサイル射撃指揮装置（GMFCS）×1基が搭載されていたのに対し、本級では、VLSは12基、GMFCSは2基に増強されている。また搭載するミサイルは順次に更新されており、1・2番艦は5V55RM型ミサイル、3番艦は48N6E型ミサイル、4番艦は48N6E2型ミサイルが用いられている。特に4番艦のシステムは全体に強化されていることからS-300FM「フォールト-M」（NATO名: SA-N-20「ガーゴイル」）と称されるが、これを搭載しているロシア軍艦は、2013年現在では同艦のみである。
またこれを補完する短・近距離の防空システムとしては、3K95「キンジャール」個艦防空ミサイル（短SAM）および「コールチク」複合CIWSと、いずれも新装備が予定されていた。しかし開発遅延に伴い、1・2番艦では従来通りの「オサーM」およびAK-630Mが搭載された。3番艦では短SAMは改良型の「オサーMA」、CIWSは新型の「コールチク」となり、4番艦ではとうとう当初予定の「キンジャール」短SAMの搭載にこぎつけた。また、1～3番艦にも「キンジャール」の後日装備用スペースが設けられている。

### 航空艤装

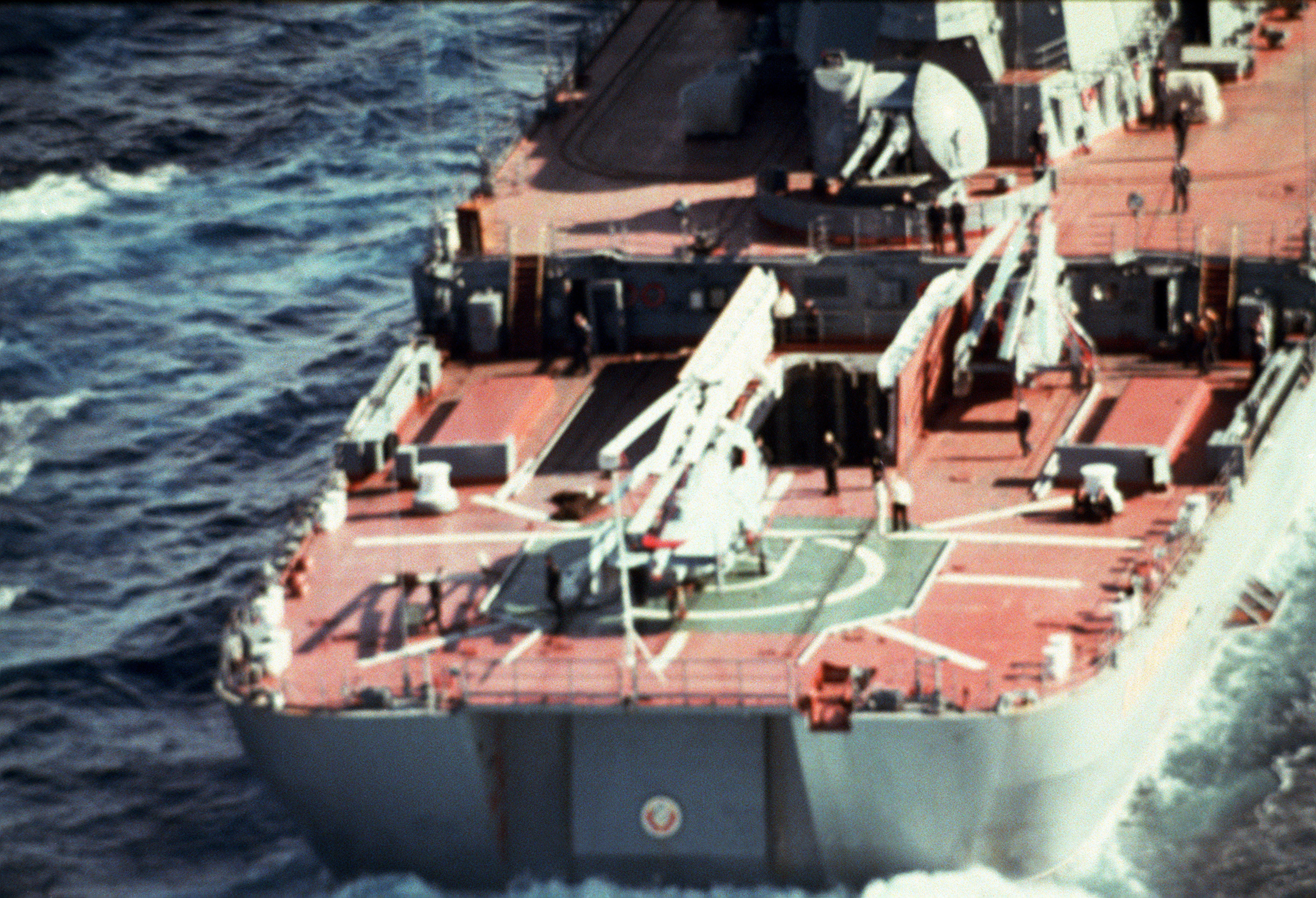
「カリーニン」のヘリコプター甲板。エレベータが降下し、ハッチが開いている。

本級では、Ka-25/Ka-27ヘリコプター3機を収容できる、強力な航空運用能力を備えている。
艦尾甲板がヘリコプター甲板とされており、その直下にハンガーが設けられている。ヘリコプター甲板とハンガーはエレベータにより連絡されているが、エレベータと艦内格納庫を備える水上戦闘艦は、1123型・1143型シリーズを除けば本型のみである。

## 近代化
近代化対象は最初に近代化の話が出た2009年9月当初、「アドミラル・ウシャコフ」を除く「アドミラル・ナヒーモフ」と「アドミラル・ラザレフ」とされていた。翌年の2010年7月にはアドミラル・ウシャコフを含めて現役復帰されると報道された。しかし2012年8月のRIAノーボスチのインタビューに対し統一造船会社の国家防衛発注部長アナトーリー・シレモフは「アドミラル・ナヒーモフ」以外の2隻について、新たな駆逐艦を建造するよりも多くの費用が掛かるなどとして改修の可能性を否定した。改修されるアドミラル・ナヒーモフは近代化改装を終えて復帰した後、30-40年間に渡り現役に留まるとされている。なお、唯一の稼働艦である「ピョートル・ヴェリーキイ」についても「アドミラル・ナヒーモフ」の近代化が終わり引き渡される2018年以降に修理と同様の高度な近代化を実施する予定である。

### アドミラル・ナヒーモフの近代化
2011年10月にはアドミラル・ナヒーモフの近代化が2012年より始まると報道された。
2012年8月には近代化改修のために50億ルーブルが割り当てられた。
2013年6月にセヴマシュは、近代化改装が2014年から開始されると発表し、既にロシア国防省と近代化改修の為の契約が締結されていることを明かした。7月には搭載機器の撤去が開始され、2014年10月28日にドック入りした。
2015年6月10日にはエンジンの修復が開始され、8月28日には古い各種機器の撤去、解体作業が完了した。
2016年1月には船体構造の点検が完了した。

### 改修内容
具体的な改修内容は
- OK-650B-3原子炉への換装
- 蒸気タービンのリビルド
- 主兵装のP-700用のSM-233はP-800とカリブルNKに対応した3S14 UKSKに換装。特にSM-233から3S14の換装によりミサイル搭載数は20発から80発に増大するとされる[24]。
- S-300F「フォールト」はS-300FM「フォールト-M」
- オサーMAはキンジャール
- コールチクはパーンツィリ-M
- 533ミリ魚雷発射管はパケート-NK（ロシア語版）

に換装する。なお当初コールチクはコールチク-M、S-300F「フォールト」はポリメント・リドゥートに換装されるとされていた。
AK-130は5P-10が装備されることなどからA-190 100ミリ砲あるいはA-192 130ミリ砲に換装されるとみられている。
また、電子機器として5P-10プーマ砲射撃指揮レーダー、MR-650 「ポドベリョーゾヴィク」三次元対空レーダー、シグマ-11442M戦術情報処理装置を装備する。
また、ピョートル・ヴェリーキイの近代化時には新たに3M22 ツィルコン極超音速ミサイルが搭載される予定である。

## 諸元表
|            | 1144型                                                        | 11442型                                                  | 11442型                                                  | 11442型                                                  |
| キーロフ   | フルンゼ                                                      | カリーニン                                               | アンドロポフ                                             |                                                          |
| ---------- | ------------------------------------------------------------- | -------------------------------------------------------- | -------------------------------------------------------- | -------------------------------------------------------- |
| 乗員       | 728名                                                         | 728名                                                    | 728名                                                    | 744名                                                    |
| 基準排水量 | 24,300 t                                                      | 24,300 t                                                 | 24,300 t                                                 | 24,610 t                                                 |
| 満載排水量 | 24,500 t                                                      | 24,500 t                                                 | 24,500 t                                                 | 24,805 t                                                 |
| 全長       | 251 m                                                         | 251 m                                                    | 251 m                                                    | 251 m                                                    |
| 全幅       | 28.5 m                                                        | 28.5 m                                                   | 28.5 m                                                   | 28.5 m                                                   |
| 吃水       | 10.3 m                                                        | 10.3 m                                                   | 10.3 m                                                   | 10.3 m                                                   |
| 速力       | 原子炉使用時: 31ノット                                        | 原子炉使用時: 31ノット                                   | 原子炉使用時: 31ノット                                   | 原子炉使用時: 31ノット                                   |
| 速力       | 補助ボイラー使用時: 14ノット                                  |                                                          |                                                          |                                                          |
| 機関       | CONAS方式                                                     | CONAS方式                                                | CONAS方式                                                | CONAS方式                                                |
| 機関       | KN-3型加圧水型原子炉×2基                                      |                                                          |                                                          |                                                          |
| 機関       | KVG-2型補助ボイラー×2缶 (66kgf/cm2, 470℃, 115t/h)             |                                                          |                                                          |                                                          |
| 機関       | 5翔式スクリュープロペラ×2軸                                   |                                                          |                                                          |                                                          |
| 機関       | GTZA-653型蒸気タービン×2基 (各70,000 hp (52 MW))              | GTZA-688型蒸気タービン×2基 (各75,000 hp (56 MW))         | GTZA-688型蒸気タービン×2基 (各75,000 hp (56 MW))         | GTZA-688型蒸気タービン×2基 (各75,000 hp (56 MW))         |
| ソナー     | MG-355 統合式 (艦首装備式および可変深度式)                    | MG-355 統合式 (艦首装備式および可変深度式)               | MG-355 統合式 (艦首装備式および可変深度式)               | MG-355 統合式 (艦首装備式および可変深度式)               |
| レーダー   | MR-800 3次元式                                                | MR-800 3次元式                                           | MR-800 3次元式                                           | MR-800 3次元式                                           |
| レーダー   | MR-710M 3次元式                                               | MR-710M 3次元式                                          | MR-750 3次元式                                           | MR-750 3次元式                                           |
| 兵装       | AK-100 100mm単装砲×2基                                        | AK-130 130mm連装砲×1基                                   | AK-130 130mm連装砲×1基                                   | AK-130 130mm連装砲×1基                                   |
| 兵装       | AK-630M 30mmCIWS×8基                                          | AK-630M 30mmCIWS×8基                                     | コールチク 複合CIWS×6基                                  | コールチク 複合CIWS×6基                                  |
| 兵装       | S-300F SAM 8連装VLS×12基                                      | S-300F SAM 8連装VLS×12基                                 | S-300F SAM 8連装VLS×12基                                 | S-300FM SAM 8連装VLS×12基                                |
| 兵装       | オサーM短SAM連装発射機×2基 (9M33ミサイル40発)                 | オサーM短SAM連装発射機×2基 (9M33ミサイル40発)            | オサーM短SAM連装発射機×2基 (9M33ミサイル40発)            | キンジャール短SAM 8連装VLS×8基                           |
| 兵装       | P-700 SSM VLS×20セル                                          |                                                          |                                                          |                                                          |
| 兵装       | RPK-3 SUM連装発射機×1基 (ミサイル16発)                        | 魚雷発射管に統合                                         | 魚雷発射管に統合                                         | 魚雷発射管に統合                                         |
| 兵装       | RBU-6000 12連装対潜ロケット砲×1基                             | RBU-6000 12連装対潜ロケット砲×1基                        | RBU-12000 10連装対潜ロケット砲×1基                       | RBU-12000 10連装対潜ロケット砲×1基                       |
| 兵装       | RBU-1000 6連装対潜ロケット砲×2基                              |                                                          |                                                          |                                                          |
| 兵装       | 5連装533mm魚雷発射管×2基 (2番艦以降ではRPK-6 SUM発射筒を兼用) |                                                          |                                                          |                                                          |
| 艦載機     | Ka-27PL哨戒ヘリコプター×2機 Ka-25RTs誘導ヘリコプター×1機      | Ka-27PL哨戒ヘリコプター×2機 Ka-25RTs誘導ヘリコプター×1機 | Ka-27PL哨戒ヘリコプター×2機 Ka-25RTs誘導ヘリコプター×1機 | Ka-27PL哨戒ヘリコプター×2機 Ka-25RTs誘導ヘリコプター×1機 |

## 配備
| 設計  | ＃  | 艦名                                                                          | 起工                                                 | 進水                                                 | 竣工                                                 | 現況                                                 |
| ----- | --- | ----------------------------------------------------------------------------- | ---------------------------------------------------- | ---------------------------------------------------- | ---------------------------------------------------- | ---------------------------------------------------- |
| 1144  | 800 | キーロフ(Киров) →アドミラル･ウシャコフ (Адмирал Ушаков)                       | 1974年 3月27日                                       | 1977年 12月26日                                      | 1980年 12月30日                                      | 1990年、予備艦 2002年、退役                          |
| 11442 | 801 | フルンゼ (Фрунзе) →アドミラル・ラーザリェフ (Адмирал Лазарев)                 | 1978年 7月27日                                       | 1981年 5月26日                                       | 1984年 10月31日                                      | 1996年、退役 2021年4月より解体開始                   |
| 11442 | 802 | カリーニン (Калинин) →アドミラル・ナヒーモフ (Адмирал Нахимов)                | 1983年 5月17日                                       | 1986年 4月25日                                       | 1988年 12月30日                                      | 近代化改修中                                         |
| 11442 | 803 | ユーリ・アンドロポフ (Юрий Андропов) →ピョートル・ヴェリーキイ (Петр Великий) | 1986年 3月11日                                       | 1989年 4月29日                                       | 1998年 4月9日                                        | 現役                                                 |
| 11442 | 804 | アドミラル・クズネツォフ (Адмира́л Кузнецо́в)                                   | 1988年12月に艦籍登録されたものの、竣工せず1990年除籍 | 1988年12月に艦籍登録されたものの、竣工せず1990年除籍 | 1988年12月に艦籍登録されたものの、竣工せず1990年除籍 | 1988年12月に艦籍登録されたものの、竣工せず1990年除籍 |
| 11442 | －  | ロシア                                                                        | 計画のみ                                             | 計画のみ                                             | 計画のみ                                             | 計画のみ                                             |
| 11442 | －  | ジダーノフ                                                                    | 計画のみ                                             | 計画のみ                                             | 計画のみ                                             | 計画のみ                                             |
| 11442 | －  | スヴェルドロフ                                                                | 計画のみ                                             | 計画のみ                                             | 計画のみ                                             | 計画のみ                                             |
| 11442 | －  | ジェレスニャコフ                                                              | 計画のみ                                             | 計画のみ                                             | 計画のみ                                             | 計画のみ                                             |

本級は、7隻が計画され（9隻という説も有る）、5隻が起工されたが、竣工したのは4隻であった。建造が長期に渡った事もあり、竣工した4隻は、微妙に装備が異なる。この内4番艦は、艤装中にソ連邦が崩壊したために一時工事が中断したが、極度の財政難にもかかわらず、大統領ボリス・エリツィンの指示で1990年代半ばに工事が再開され、1998年にようやく就役した（だがこのため、細々と建造中だった他の艦は工事が中断してしまった）。5番艦は1989年に起工されたが、1990年10月4日付で建造中止が決定された（ちなみに、5番艦の予定艦名は「アドミラル・フロータ・ソヴィエツカヴァ・ソユーザ・クズネツォフ」であったが、建造中止となったため、同日付で改名が決定した就役目前のプロジェクト11435重航空巡洋艦（旧名トビリシ）の新艦名に「流用」された）。ソ連崩壊後の1992年5月27日、就役済みの3隻と艤装中の1隻は、艦名をソ連邦時代の人名由来から、帝政ロシア時代の人名由来のものに改名された。
出現当初より、その巨体と原子力推進という特異な設計から西側諸国の注目を集めたが、ソビエト連邦の崩壊後は外洋に出る事も無くなった。1993年春に発表された、ロシア海軍の『艦艇整備10ヵ年計画』のリストからは本級の名前は消えていた。ロシア海軍は本級を早期に退役させる予定であったが、本級が消えるのを惜しむ者は海軍部内及び部外には多く、上述のように計画が発表された5年後、4番艦が就航した。
ソ連崩壊後のロシア海軍においても、21世紀初頭までは4隻全てが艦隊に在籍していた。1番艦は1990年代末期に除籍されそうになったのだが、「重原子力ロケット巡洋艦 "アドミラル・ウシャコフ" の修理と復帰の為の慈善基金」が設立され、政治家への働きかけが行われた。その結果、ロシアの連邦議会が「待った」を掛け、一転して「除籍は認めず。修理して現役復帰させるべし」という決議が採択されてしまった。1番艦の除籍は撤回されセヴェロドヴィンスク造船所に回航、「修理待ち」状態となった。しかし結局、修理は行われずに除籍された。
現在、稼動状態に有るのは、4番艦「ピョートル・ヴェリーキイ」のみとなっている。「ピョートル・ヴェリーキイ」は北洋艦隊の旗艦であり、インド海軍と演習を行なったり、ソマリア沖の海賊に対処のために出動するなど、比較的頻繁に活動している。
2009年、ウラジーミル・ポポフキン国防次官は、ロシア国防省が「アドミラール・ラーザリェフ」と「アドミラール・ナヒーモフ」を近代化改装した上で復帰させることを決定したと述べた。
2011年には、ロシア国防省が保管中の3隻を、大規模な近代化の上で現役復帰させることを検討中だと報じられた。こうした本級の復帰の動きには、近年急激に外洋海軍化しつつある中国人民解放軍海軍への警戒感が背景にあるとされている。
2012年には、予算不足を理由に「ピョートル・ヴェリーキイ」以外の艦の復帰を断念するとの発表があったが、2013年には3番艦「アドミラル・ナヒーモフ」、2014年には4番艦「ピョートル・ヴェリーキイ」の近代化計画の詳細が報じられた。

### アドミラル・ウシャコフ/キーロフ
北方艦隊所属。ソ連崩壊後の新艦名は「アドミラル・ウシャコフ」であった。1990年、推進器事故を起こして予備役編入、その後、セヴェロモルスク基地に係留されていたが、1990年代末にセーヴェロドヴィンスクに回航され、修理を行う予定であったが結局断念。除籍されて、「ピョートル・ヴェリーキイ」の部品取りのためにレイドアップされた。
2004年9月、同艦の解体工事が艦船修理工廠「ズヴェズドーチカ」に4,000万ドルで発注されたと伝えられたが、実際には解体工事に着手されず、誤報であった。「アドミラル・ウシャコフ」の名は、2004年6月、ソヴレメンヌイ級駆逐艦「ベスストラーシュヌイ」に受け継がれた。
2006年4月12日、セーヴェロドヴィンスク市に係留されたままとなっている本艦に元乗組員が集まり、海軍旗掲揚25周年を祝うイベントが開催された。同日、再びソ連邦海軍旗が掲揚された。元乗組員と慈善基金により、出来る限りの保守作業が行われていたが、2014年6月10日に解体が決定された。

### アドミラル・ラーザリェフ/フルンゼ
太平洋艦隊所属。ソ連崩壊後は、艦名を「アドミラル・ラーザリェフ」と改められて、ストレローク（ウラジオストクから南東数十キロに位置する軍事機密都市）市のアルベーク湾埠頭にて係留保管されていた。
1993年に小事故を起こした際、原子炉が緊急停止された。原子炉の再起動には、艦隊司令官の許可が必要だったのだが、当時、太平洋艦隊司令部は不祥事が相次いで司令官を初めとする司令部要員が頻繁に交代しており、誰も、そこまで気に掛ける余裕が無かったため、再起動命令が出されないまま時間が過ぎ、現在に至る。原子炉が停止した後、グリーンピースのD. ヘンドラーが同基地の「ラーザリェフ」を視察し「この艦の原子炉は蒸気発生器が老朽化し、原子炉の再起動手順を知っている専門家が居ないため、原子炉を再起動出来ない」などという結論を下した事があった。
2002年12月6日にも小火災を起こしたが、すぐに鎮火された。2004年、原潜の修理施設があるボリショイ・カーメニのズヴェズダ造船所に回航して最低限の修理を行った後、2005年、再びストレロークに戻された。2014年12月には係留保管を続ける為に浮きドックで船体修復作業が実施された。2021年に解体が開始された 。

### アドミラル・ナヒーモフ/カリーニン
北方艦隊所属。ソ連崩壊後は新艦名を「アドミラル・ナヒーモフ」と改められた。1999年以降、セヴマシュ・プレドプリヤーチェ（第402海軍工廠、セヴェロドヴィンスク）で改装工事を行っており、事実上の予備役状態であった。
2013年6月、ロシア国防省とゼウマシ造船所の間で正式な契約が結ばれ、本格的な近代化が実施されることになった。改修は約8,400点の装備を撤去して艦体と原子炉だけの状態にする大掛かりなもので、総工費500億ルーブルをかけて2018年までに完了する予定とされた。予定は遅延を繰り返したが、2025年8月に海上公試が開始された。

### ピョートル・ヴェリーキイ/ユーリ・アンドロポフ

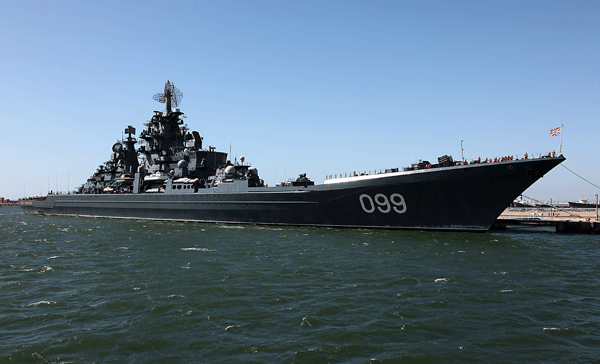
4番艦「ピョートル・ヴェリーキイ」

北方艦隊所属。1986年に起工されたが、建造中にソ連が崩壊し、艦名を「ピョートル・ヴェリーキイ」に改められた。その後、極度の財政難から建造工事は中断し、完成が危ぶまれた。しかし当艦を訪問した大統領ボリス・エリツィンの指示で特別予算が組まれ工事が再開、1998年にようやく就役した。
現在、北方艦隊旗艦。2004年3月に「核爆発」騒ぎが有ったが、誤報であった。当時の海軍総司令官ウラジーミル・クロエドフ上級大将が、艦長ウラジミール・カサトーノフ大佐の叔父イーゴリ（元海軍大将、海軍総司令官第一代理）と不仲であったため、「嫌がらせ」にこのようなデマを流したともされる。
2015年には、海軍総司令部筋の談話として近代化改装が報じられた。内容は「アドミラル・ナヒーモフ」と同様のもので、「アドミラル・ナヒーモフ」の改修完了後の2018年から2021年かけて同様の近代化改修を実施する予定である。

## 登場作品

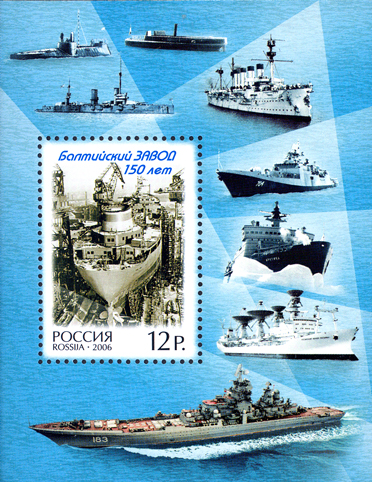
バルチック造船所創立150周年記念12ルーブル切手シート（2006年）に掲載された「ピョートル・ヴェーリキー（下）

### テレビドラマ
『ザ・ラストシップ』
架空の同型艦「ヴェルニ」が登場。新型ウイルスが蔓延して荒廃した世界にて、主人公らが乗る架空のアーレイ・バーク級駆逐艦「ネイサン・ジェームズ (DDG-151) 」を付け狙う。ただし、艦上の撮影にアイオワ級戦艦を使用しているため、現実にはない三連装主砲を搭載している設定になっている。

### 漫画・アニメ
『空母いぶき GREAT GAME』
「ピョートル・ヴェーリキー」が登場。海上自衛隊の「しらぬい」とアメリカ海軍第3艦隊の動きに呼応し北極海へと向かう。
『新世紀エヴァンゲリオン』
TVアニメ第8話にて、エヴァ弐号機を護衛する国連軍参加艦艇として登場。作戦図上に「CGN-021 GMCN-Krov」と表記されている
『沈黙の艦隊』

### 小説
『首都消失』
ソ連海軍太平洋艦隊所属の「フルンゼ」が揚陸艦隊の旗艦として登場。
『征途』
日本人民民主主義共和国（北日本）赤衛艦隊所属艦として、ロシアから購入したという設定の架空艦「栄光」が登場。ソビエツキー・ソユーズ級戦艦「解放」、アドミラル・クズネツォフ級航空母艦「統一」（旧ヴァリャーグ）、スラヴァ級ミサイル巡洋艦「独立」等とともに南日本の海上自衛隊第二機動任務群に対し対艦ミサイルによる飽和攻撃を行うが、全弾迎撃された上に海自側からの対艦ミサイル攻撃がS-300F用のVLSに命中し誘爆、消火不可能なほどの大火災を起こし沈没した。

### ゲーム
『MetalStorm』
軍事計画の敵艦（反乱軍）として似類のものが登場。
『Modern Warships』
プレイヤーの使用出来る艦艇として「キーロフ」「ピョートル・ヴェリーキィ」「ナヒーモフ」が登場。
『MK-48.io』
レベル8のクルーザーとして登場。
『エースコンバットシリーズ』
『エースコンバット5 ジ・アンサング・ウォー』
ユークトバニア海軍の巡洋艦「ウミェールィ」として登場。
『エースコンバット・ゼロ ザ・ベルカン・ウォー』
ベルカ海軍の艦艇として登場。
『エースコンバット6 解放への戦火』
エメリア、エストバキア海軍の艦艇として登場（エメリア側は第2艦隊旗艦「マリーゴールド」）。
『エースコンバット アサルト・ホライゾン』
ロシア政府にクーデターを起こしたNRF（新ロシア連邦）所属艦艇として、架空艦の巡洋戦艦「アドミラル・ノヴゴロフ」が登場。
黒海において主人公らNATOとロシア軍が合同する多国籍軍が実施したロシア政府首相救出作戦において、NRF艦隊の一艦として主人公達の部隊と交戦。ガトリング砲で主人公側のミサイルを迎撃し、多国籍軍の降伏勧告も拒絶して抗戦を続けるが、最終的に飽和攻撃によって撃沈される。
『エースコンバット7 スカイズ・アンノウン』
エルジア王国海軍の巡洋戦艦として、「デュスノミア」他多数が登場。
『エナジーエアフォース』
敵艦として登場。
『鋼鉄の咆哮シリーズ』
敵艦として登場する作品がある他、Windows版のエクストラキット以降では船体と艦橋が登場し、プレイヤーも設計することができる。
『戦闘国家』
『大戦略シリーズ』
ロシアの基本装備として登場。